# Antonella Bertoni

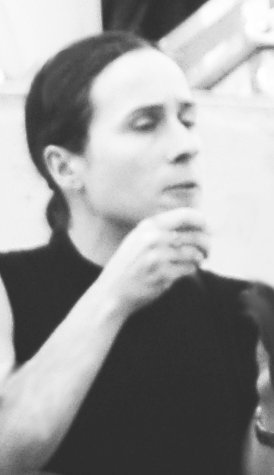

Antonella Bertoni (Roma, 13 settembre 1964) è una danzatrice e coreografa italiana.

## Biografia
I suoi primi studi sono nella ginnastica ritmica. Ha fatto anche parte della Squadra Nazionale Italiana conseguendo il titolo di "Campionessa Italiana" nel 1980.
Pur essendo scelta a rappresentare l'Italia alle Olimpiadi di Los Angeles, decide di abbandonare il mondo dello sport.
Dal 1982 inizia i suoi primi studi di danza a Roma con Nicoletta Giavotto, Sandra Fuciarelli, Michele Ellis, Ande Peck e Roberta Escamilla Garrison. Con la Compagnia ID (Isadora Duncan) della Giavotto prende parte a due spettacoli tra il 1986 e il 1987: Atem 2, di Daniela Bönsch e Performusic 3+1, della Bönsch e della Giavotto.
 Negli stessi anni frequenta i laboratori del CID, tenuti da maestri di chiara fama. A Roma prende parte ai seminari di Nina Watt, Jean Cébron, Lindsay Kemp, Carla Maxwell, Colin Connor, Peter Goss, Dominique Dupuy e lavora con le Compagnie di Bob Curtis, Isabella Venantini e I Danzatori Scalzi di Patrizia Cerroni.
Tra il 1987 e il 1988 si trasferisce a Parigi dove studia regolarmente con Peter Goss e in modo particolare con Dominique Dupuy, suo maestro di elezione. Partecipa a due giorni di laboratorio di improvvisazione/composizione con Alwin Nikolais. Conosce Carolyn Carlson nel 1988, frequentando un suo seminario alla Ménagerie de Verre. La coreografa la invita a partecipare alle lezioni della Compagnia del Théâtre de la Ville – con la quale sta lavorando alla creazione dello spettacolo Dark – e in breve tempo l'accoglie in seno alla Compagnia. Qui studia, oltre che con Carolyn Carlson, anche con Michele Abbondanza, assistente della coreografa. In tal modo incontra il compagno della vita e del futuro percorso artistico. Con la Carlson prende parte al film Città d'acqua (RAIDUE - Premio Italia '89). Nel 1989 viene invitata al Festival di Fiesole per il Gala della Danza Italiana “Etoiles italiane all'estero”, al quale partecipa con Nero su Nero, in duo con Michele Abbondanza, coreografia appositamente creata per l'occasione da Carolyn Carlson.
Inizia la collaborazione con Abbondanza, con il quale crea lo spettacolo La notte degli inganni, improvvisando con Steve Lacy al sax soprano (Drodesera Festival, TN, 1989).
Nel 1990 danza nello spettacolo Steppe di Carolyn Carlson (Théâtre de la Ville, Parigi), e nel ‘91 in Cornerstone, un'improvvisazione con Carolyn Carlson, Larrio Ekson e Michele Abbondanza, su musiche dal vivo di John Surman.
Nel maggio dello stesso anno debutta a Trento con Terramara, in duo con Michele Abbondanza.
Nel 1992 è invitata al Teatro alla Scala di Milano a danzare ad un Gala.
Sempre nello stesso anno coreografa con Michele Abbondanza, a Bologna, Antigone delle Città, uno spettacolo-avvenimento per cento attori con la regia di Marco Baliani, organizzato per commemorare il decennale della strage alla stazione di Bologna.
Danza in Commedia, spettacolo di Carolyn Carlson, ispirato alla Divina Commedia di Dante Alighieri (1993, Deutsches Schauspielhaus di Amburgo - Théâtre de la Ville di Parigi).
Nel 1994, in coppia con Michele Abbondanza, debutta al Piccolo Regio di Torino con Pabbaja-abbandono della casa balletto in tre atti, “per non dimenticare”, in occasione del cinquantenario della Resistenza italiana.
Nel 1995 è fondata la Compagnia Abbondanza/Bertoni; nello stesso anno debutta, al Teatro Comunale di Ferrara con Spartacus-il dì che più non c'è, spettacolo per tre danzatori e tre musicisti, i Rhapsòdija Trio.
Partecipa insieme all'ex compagnia Sosta Palmizi, che si riunisce per l'occasione, al film di Bernardo Bertolucci Io ballo da sola.
Nel 1996 vince il premio Danza & Danza “miglior interprete”.
È docente all'VIII Corso di Formazione Professionale per giovani danzatori organizzato dal Centro Regionale della Danza-Aterballetto di Reggio Emilia diretto da Amedeo Amodio.
Nel 1996 inizia la collaborazione artistica tra la Compagnia e i registi Letizia Quintavalla e Bruno Stori, che vede nel ‘97 la creazione di Romanzo d'infanzia, prima produzione di teatro-danza per ragazzi, vincitore del Premio ETI-STREGAGATTO 1997/1998.
Nello stesso anno nasce inoltre Mozart Hotel, creazione per sette danzatori e Mozart Strasse, versione “da strada” dello spettacolo, con banda o orchestra.
Danza Profondo Rosa, un breve solo creato per lei da Michele Abbondanza, in occasione delle giornate di incontro “L'eredità vivente di Isadora Duncan”, organizzate dal DAMS di Bologna.
Nello stesso anno conduce un laboratorio, all'Arena del Sole di Bologna, per portatori di handicap, e cura le coreografie dello spettacolo teatrale Woyzeck, con Alessandro Haber, regia di Nanni Garella, riallestito nel gennaio 1998.
Nel 1999, per Santarcangelo dei Teatri, debutta con Fiaba buia del gruppo Pantesco-Quintavalla-Stori e Compagnia Abbondanza/Bertoni, continuazione ideale di Romanzo d'infanzia, ispirato alla raccolta di canzoni “Bianco come la neve rosso come il sangue” di Paola Pallottino. Nel giugno 2000, crea insieme a Michele Abbondanza la coreografia Figli d'Adamo, spettacolo per i quattordici danzatori dell'Aterballetto.
Partecipa al progetto ETI-I Porti del Mediterraneo V edizione, curando i movimenti dello spettacolo Sakrificë, regia di Marco Baliani; nello stesso anno crea, con gli allievi dell'Accademia Isola Danza – Biennale di Venezia, le coreografie per Argonautika, opera breve per coro, orchestra, balletto e voci soliste, con libretto e musiche del maestro Luigi Ceccarelli.
Nel 2002 debutta con Alcesti, prima tappa del progetto Ho male all'altro sulla tragedia greca della Compagnia Abbondanza/Bertoni, cui fanno seguito, nel 2004 e nel 2005, la seconda e la terza tappa: Medea e Polis.
Ottobre 2006: debutta il suo assolo Try, del quale oltre ad essere interprete, ha curato la coreografia insieme a Michele Abbondanza. La creazione 2007 dei due coreografi è Capricci - che ha debuttato il 19 ottobre a Modena nell'ambito del Festival Vie - e quella del 2008 è Un giorno felice (debutto nel dicembre a Napoli).
Parallelamente all'attività scenica si dedica all'insegnamento.